# Roe contro Wade
Roe contro Wade è stata una sentenza della Corte suprema degli Stati Uniti d'America del 1973, considerata una pietra miliare nella giurisprudenza statunitense sull'aborto. L'orientamento della Corte è successivamente mutato: dapprima solo in parte con la sentenza Planned Parenthood contro Casey (1992), in seguito pienamente resa nulla con la sentenza Dobbs contro Jackson Women's Health Organization (2022).

## La legislazione sull'aborto

### Legislazione precedente alla sentenza Roe
Prima di tale sentenza, l'aborto era disciplinato da ciascuno Stato federato, con legge propria. In almeno 30 Stati era previsto come reato e non poteva essere praticato in nessun caso. In 13 Stati era legale nei seguenti casi: pericolo per la donna, stupro, incesto o malformazioni fetali. In 3 Stati era legale solo in caso di stupro e di pericolo per la donna. In 4 Stati unico requisito legale era la richiesta della donna.

### Il caso di Jane Roe
Norma McCorvey, alias Jane Roe (nome scelto a fini processuali per tutelarne la privacy), nasce in Louisiana nel 1947, da genitori di origini Cherokee e Cajun. Vive un'adolescenza tormentata, a 16 anni si sposa con un uomo violento dal quale ha due figlie. Mentre è incinta del terzo figlio, viene contattata da un team di avvocate, delle quali la più celebre è Sarah Weddington, le quali decidono di portare il caso di Norma in tribunale, per affermare il suo diritto ad abortire. L'avvocato Henry Menasco Wade rappresentò lo Stato del Texas nel processo del 1970.

### La sentenza della Corte suprema
Nel 1972 la causa approda alla Corte suprema degli Stati Uniti, che decide con sentenza del 22 gennaio 1973. Ciò che veniva chiesto ai giudici era se la Costituzione federale riconoscesse un diritto all'aborto anche in assenza di problemi di salute della donna, del feto e di ogni altra circostanza che non fosse la libera scelta della donna. La decisione venne presa con una maggioranza di 7 giudici a favore e 2 contrari. Si fondò su un'interpretazione non nuova del Quattordicesimo Emendamento.
Secondo questa interpretazione, ormai accolta dalla giurisprudenza costituzionale statunitense, esiste un diritto alla privacy inteso come diritto alla libera scelta di ciò che attiene alla sfera più intima dell'individuo. La Corte suprema riconosce il diritto all'aborto in un'ottica di limitazione dell'ingerenza statale. Comunque il diritto ad abortire della donna, in questa sentenza, non è definito assoluto, poiché lo Stato avrebbe il dovere di intervenire in talune circostanze, che coincidono in particolare con il tempo di gestazione. La sentenza enuncia quindi due principi:
- l'aborto è possibile per qualsiasi ragione la donna lo voglia fino al punto in cui il feto diventa in grado di sopravvivere al di fuori dell'utero materno, anche con l'ausilio di un supporto artificiale. Questa condizione si verifica in media intorno ai sette mesi (28 settimane), ma può presentarsi prima, anche alla 24ª settimana;
- in caso di pericolo per la salute della donna, l'aborto è legale anche qualora la soglia oltre il quale il feto è in grado di sopravvivere al di fuori dell'utero materno sia stata sorpassata.

Questa sentenza della Corte ha condizionato le leggi di 46 stati. La sentenza Roe contro Wade ha influenzato la politica nazionale statunitense, dividendo gran parte del paese tra pro-choice (per la possibilità di scegliere se abortire o no) e anti-choice (contro la possibilità di abortire) e ispirando gruppi di attivisti su entrambi i fronti.

## Dibattito successivo alla sentenza
La sentenza Roe contro Wade ha dato il via a un dibattito, che si ripresenta ogniqualvolta la politica o la società affrontano il tema dell'aborto. I principali nodi dibattuti riguardano i seguenti aspetti:
- in quali circostanze l'aborto dovrebbe essere illegale;
- chi dovrebbe decidere quali siano tali circostanze;
- quali atteggiamenti la Corte suprema dovrebbe adottare nel dirimere tali questioni;
- quanto dovrebbero essere tenuti in considerazione i punti di vista religiosi e morali nella sfera politica.

## Giurisprudenza successiva sulla materia

Stati con "leggi grilletto" che impongono divieti sull'aborto o leggi precedenti alla sentenza Roe contro Wade che hanno reso l'aborto illegale nello stato dopo l'annullamento della sentenza. In marrone gli stati sia con leggi grilletto e leggi precedenti a Roe contro Wade; in chiaro stati con leggi precedenti a Roe contro Wade; in magenta stati con leggi grilletto

Nel corso del tempo la giurisprudenza è mutata con altre sentenze quali Planned Parenthood contro Casey (1992) e Roe contro Wade è stata ribaltata dalla Corte suprema il 24 giugno 2022 con la sentenza Dobbs contro Jackson Women's Health Organization. Il caso ha riguardato la costituzionalità di una legge dello Stato del Mississippi del 2018 che metteva al bando l'aborto dopo la 15ª settimana di gravidanza nella gran parte dei casi; le Corti federali di grado inferiore avevano sospeso l'entrata in vigore della legge, considerandola incostituzionale e provocando il ricorso alla Corte suprema.
La Corte suprema, con 5 voti contro 4 (favorevoli i giudici Samuel Alito, Clarence Thomas, Neil Gorsuch, Brett Kavanaugh ed Amy Coney Barrett; contrari i giudici John G. Roberts, Stephen Breyer, Elena Kagan e Sonia Sotomayor) ha ritenuto che il diritto all'aborto non sia protetto dalla Costituzione degli Stati Uniti d'America, decisamente distaccandosi dalle precedenti Roe contro Wade e Planned Parenthood contro Casey.
Come effetto della nuova sentenza, la competenza a legiferare in materia di aborto è tornata agli Stati federati, molti dei quali avevano "leggi grilletto" che abolivano l'aborto, pronte a tornare immediatamente applicabili qualora l'orientamento assunto dalla Corte in Roe contro Wade fosse cambiato, come accaduto.

### Esplicative
1. ↑  La locuzione landmark decision è resa in italiano da «decisione storica, epocale»; la metafora inglese landmark equivale a quella italiana «pietra miliare». Lankmark nel Sansoni Inglese online.
2. ↑  In realtà, per dare più forza alle argomentazioni, la difesa affermò che la gravidanza della Roe era stata il frutto di uno stupro di gruppo, circostanza poi smentita dalla stessa interessata, anni dopo, in I am Roe (1994).
3. ↑  La seconda parte del XIV emendamento recita «[...] nessuno Stato priverà alcuna persona della vita, della libertà o delle sue proprietà, senza «giusto processo di legge» (due process of law), né rifiuterà ad alcuno, nell'ambito della sua sovranità, la «eguale protezione delle leggi» (equal protection of the laws)».
4. ↑  «La maternità, o l'ulteriore prole, potrebbero costringere la donna ad accettare la vita ed un futuro penosi. Essa potrebbe riceverne un danno psicologico a breve scadenza. La cura del figlio potrebbe mettere alla prova la sua salute mentale e fisica. C'è inoltre la pena, per tutti gli interessati, che si accompagna al figlio non voluto, e c'è il problema di immettere il bambino in una famiglia già incapace, psicologicamente e sotto altri profili, di occuparsi di lui. In altri casi come in questo che ci occupa, possono essere coinvolte le difficoltà ulteriori e il marchio permanente della maternità in chi non è maritata».
5. ↑  Negli Stati Uniti le trigger laws (lett. "leggi grilletto") sono leggi dormienti, mai abrogate e ancora presenti nel codice (quindi ancora in vigore), inapplicabili per via di una sentenza di tribunale che lo impedisce ma pronte a "scattare come un grilletto" qualora tale sentenza venga ribaltata, senza bisogno di un nuovo procedimento legislativo.

### Fonti
1. 1 2  (EN) DOBBS, STATE HEALTH OFFICER OF THE MISSISSIPPI DEPARTMENT OF HEALTH, ET AL. v. JACKSON WOMEN’S HEALTH ORGANIZATION ET AL. (PDF), su Corte suprema degli Stati Uniti d'America. URL consultato il 25 giugno 2022.
2. ↑  (EN) Erwin Chemerinsky, Constitutional Law: Principles and Policies, 6ª ed., Wolters Kluwer, 2019, ISBN 978-1-4548-9574-9.
3. ↑  (EN) Marc Stein, Sexual Injustice: Supreme Court Decisions from Griswold to Roe, The University of North Carolina Press, 2010, ISBN 9780807834121.
4. ↑  (EN) Leslie J. Reagan, When Abortion Was a Crime: Women, Medicine, and Law in the United States, 1867-1973, Berkeley, University of California Press, 1997, ISBN 0-520-21657-1.
5. ↑  (EN) Norma McCorvey, Andy Meisler, I Am Roe: My Life, Roe V. Wade, and Freedom of Choice, New York, HarperCollinsPublishers, 1994, ISBN 0-06-017010-7., autobiografia di Norma Leah McCorvey.
6. ↑  (EN) Roe v. Wade: proceedings of arguments before the U.S. Supreme Court (1970s).
7. ↑  (EN) Roe v. Wade, 410 U.S. 113, 1973.
8. ↑  (EN) Donald E. Lively, Russell L. Weaver, Contemporary Supreme Court Cases Landmark Decisions Since Roe v. Wade, 2ª ed., Greenwood, 2016, ISBN 978-0-313-33514-3.
9. ↑  (EN) Chief Justice John Roberts says Supreme Court went too far in taking the 'dramatic step' of overturning Roe v. Wade, su Business Insider, 24 giugno 2022. URL consultato il 27 giugno 2022.
10. ↑   Usa, la Corte Suprema sancisce la fine del diritto all'aborto: annullata la sentenza Roe v. Wade, su la Repubblica, 24 giugno 2022.